# الطحاصيص (الشغادرة)

تعديل مصدري - تعديل

بيت الشاهلي  هي إحدى قرى عزلة المسواح بمديرية الشغادرة التابعة لمحافظة حجة، بلغ تعداد سكانها 75 نسمة حسب تعداد اليمن لعام 2004.